# Torrance (Califórnia)
Torrance é uma cidade localizada no estado americano da Califórnia, no condado de Los Angeles. Foi fundada em 1912 e incorporada em 12 de maio de 1921.

## Geografia
De acordo com o United States Census Bureau, a cidade tem uma área de 53,2 km², onde 53 km² estão cobertos por terra e 0,2 km² por água.

## Demografia
Segundo o censo nacional de 2010, a sua população é de 145 438 habitantes e sua densidade populacional é de 2 741,89 hab/km². Possui 58 377 residências, que resulta em uma densidade de 1 100,56 residências/km².